# Lago di Santa Colomba
Il lago di Santa Colomba si trova nella provincia autonoma di Trento, sull'altopiano dell'Argentario lungo la strada che collega i comuni di Civezzano e Albiano.
Durante l'estate vi si pratica la pesca mentre durante l'inverno è possibile pattinare sul ghiaccio. La sua superficie è di 21.800 m².